# Gila Kacavová
Gila Kacavová (hebrejsky: גילה קצב;‎ * 1948 Tel Aviv) je manželka bývalého izraelského prezidenta Moše Kacava a bývalá první dáma Státu Izrael (2000–2007).

## Biografie
Narodila se v izraelském Tel Avivu a v roce 1969 se vdala za Moše Kacava. Společně měli pět dětí, z toho čtyři syny a dceru.
Více než třicet let pracovala v úvěrovém oddělení komerční banky a zároveň se věnovala rodině, práci pro organizaci Bnej Brith a řadě občanských aktivit. Nejen z pozice pozdější první dámy se věnovala řadě sociálních otázek, jako je pomoc dětem v nouzi, lékařská a asistenční péče a prevence domácího násilí. Aktivně se zapojovala v řadě ženských organizací.
K obviněním svého manžela ze znásilnění se poprvé vyjádřila v září 2006, kdy prohlásila, že si je „jistá, že manželova nevina vyjde najevo.“ Poté, co byl Moše Kacav v prosinci 2010 odsouzen za dvě znásilnění a sexuální obtěžování sdělila, že se z rozhodnutí soudu „necítí dobře.“